# Herkimerdiamant

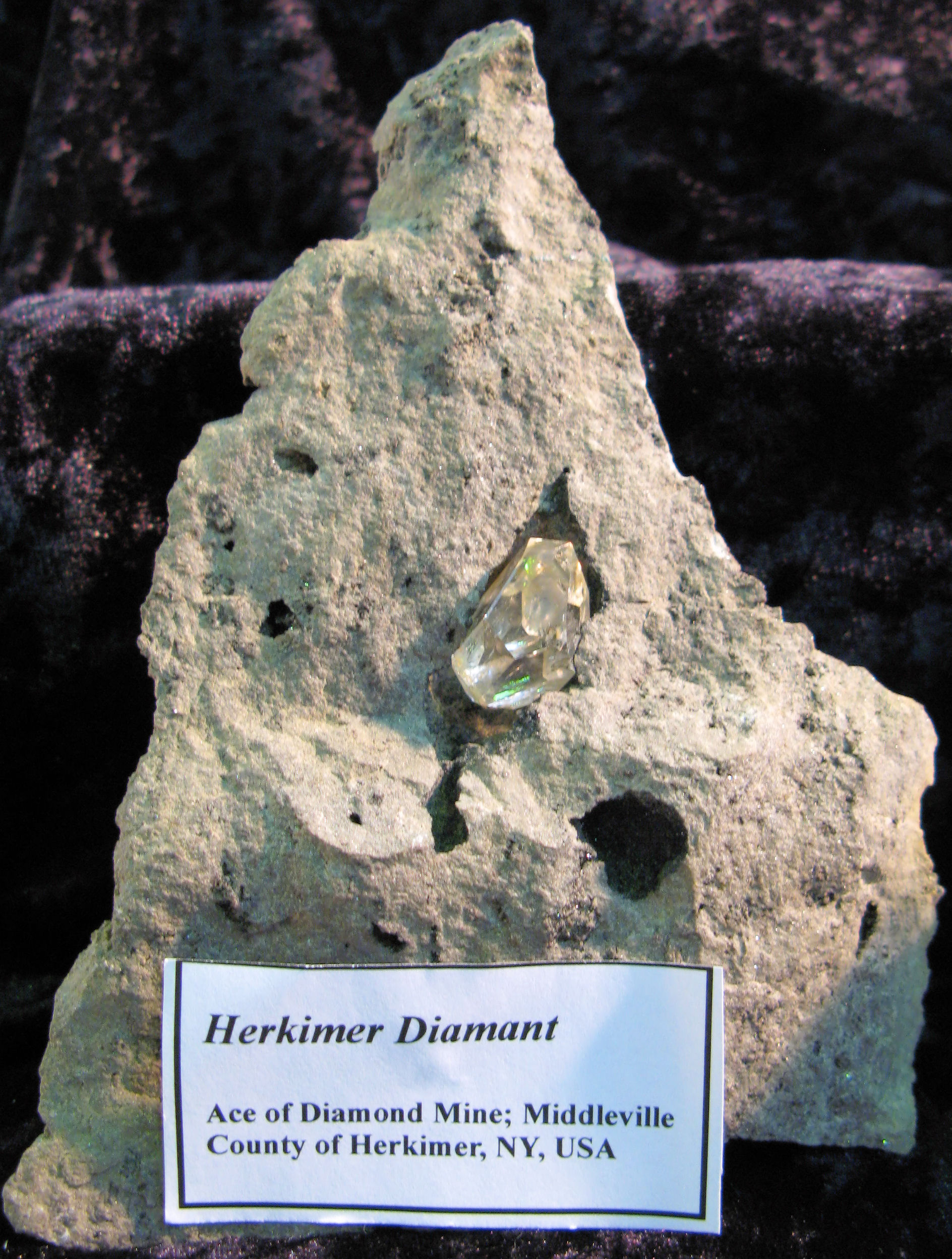
Herkimerdiamant från Middleville, County of Herkimer, NY, USA

Herkimerdiamant är ett vilseledande handelsnamn för dubbelterminerade (har en spets i var ände) och ovanligt klara kvartskristaller från Herkimer County eller Mohawkfloden i delstaten New York i USA. Kristallen är bergkristall och alltså inte diamant. Den har en sexsidig prismaform och dessutom i vardera ände sexsidig pyramidavslutningar. Det blir tillsammans 18 kristallytor. 

## Upptäckt
Herkimer bergkristaller blev allmänt kända i slutet av 1700-talet då stora kvantiteter uppdagades i dolomitberg i Herkimer County. Senare startades gruvbrytning där och Herkimer blev första delen i kristallnamnet.

## Förekomst
Dubbeländade kvartskristaller har hittats på andra håll i världen men dessa ska inte ha epitetet Herkimer.

## Bildningssätt
Under kambrium för cirka 500 miljoner år sedan sedimenterade magnesium- och kalciumhaltigt karbonatslam i ett grunt hav. Slammet förstenades och bildade den dolomitbergart som idag kallas ”Little Falls Formation”. Surt vatten angrep dolomit och kalcit i bergarten och bildade håligheter i vilka kvartskristallerna långt senare kunde växa. Det antas att kristallerna har bildats under karbontiden (för 359–299 miljoner år sedan). I dolomitbergarten fanns även smärre mängder kolväten (bitumen)  och pyrit, vilka kan hittas som inneslutningar i kristallerna. En långsam tillväxt resulterade i att kvartskristallerna är exceptionellt klara. 

## Jämförelse mellan kvarts och diamant
| Egenskap       | Sort  | kvarts      | diamant     |
| -------------- | ----- | ----------- | ----------- |
| Kristallsystem |       | trigonala   | kubiska     |
| Hårdhet        | Mohs  | 7           | 10          |
| Densitet       | g/cm3 | 2,65        | 3,50–3,53   |
| Brytningsindex |       | 1,544–1,553 | 2,417–2,419 |
| Dubbelbrytning |       | 0,009       |             |
| Dispersion BG  |       | 0,013       | 0,044       |
| Dispesrion CF  |       | 0,008       | 0,025       |

Dispersionen är skillnaden i brytningsindex mellan rött  och violett ljus där B avser våglängden 686,7 nanometer, G 430,8 nm, C 656,3 nm och F 486,1 nm. Riktig diamant repas inte av andra mineral, har högre densitet samt väsentligt högre brytningsindex och dispersion (kunna dela upp ljuset i regnbågsfärger). Det hindrar inte att herkimerkvarts är en omtyckt smyckesten.